# جون مانشستر ألين
جون مانشستر ألين (بالإنجليزية: John Manchester Allen)‏ هو فلاح وسياسي نيوزلندي، ولد في 3 أغسطس 1901 في المملكة المتحدة، وتوفي في 28 نوفمبر 1941 في ليبيا. انتخب عضو مجلس النواب النيوزيلندي.